# サラ・コフマン
サラ・コフマン (Sarah Kofman; 1934年9月14日 - 1994年10月15日) は、フランスの哲学者・評論家。パリ第一パンテオン・ソルボンヌ大学教授。
フランスの女性哲学者のなかでも草分け的存在の一人であり、特にフリードリヒ・ニーチェとジークムント・フロイトの研究者として知られる。伝統哲学に対するフェミニズム批評として、古今の男性大思想家のテクストの脱構築的読みを行った。
1934年、ポーランド系ユダヤ人としてパリに生まれ、1994年、ニーチェ生誕150年の日に自ら命を絶った。

## 背景
サラ・コフマンの両親は1929年にポーランドからフランスに移住した。父ベレク・コフマンはハシディズムのラビで、パリ18区のデュック通りのシナゴーグを中心とするポーランド系ユダヤ人コミュニティの指導者であった。子供6人はすべてフランスで生まれ、ハシディズムの伝統に従って非常に敬虔な生活を送り、ポーランドでのユダヤ人の習慣に従って3歳からヘブライ語を学んだ。サラは父ベレクを慕い、ベレクは幼いサラの並外れた才能に気づき、ユダヤ思想の基礎を教えた。第二次大戦中のナチス・ドイツ占領下で、1942年7月16日から17日にかけて行われたユダヤ人の大量検挙（ヴェロドローム・ディヴェール大量検挙事件）についても、ベレクはユダヤ人コミュニティの指導者として事前に情報を得ていたため、ユダヤ人家庭を一軒一軒訪問して、至急逃げるように促した。さらに、妻と6人の子供をかくまうために、自らドイツ占領当局に出頭し、アウシュヴィッツ強制収容所に移送された。収容所でもラビとしてユダヤ教の儀式を執り行い、収容されたユダヤ人を励まし続け、1年後に死去した。コフマン夫人は6人の子供たちを別々の家庭に預けた。サラは姉と共にいったん田舎の家庭にかくまわれたが、その後、母と合流し、さらに様々な家庭を転々とし、最後は再び18区のカトリックのフランス人女性「メメ」の家にかくまわれ、終戦まで生き延びた。
1994年、サラ・コフマンは死の直前に発表した自伝小説『オルドネル通り、ラバ通り』にこうした「かくまわれたユダヤの子供達 (Hidden Children/enfants cachés)」としての過去について書いている。また、この8年前に出版された『窒息した言葉』は、語り得ないことを語ることによるこうした過去との決別の試みでもあった。ニーチェ研究においても、ニーチェは反ユダヤ主義だったのかを問う『ユダヤ人の軽蔑 ― ニーチェ、ユダヤ人、反ユダヤ主義 (Le mépris des juifs. Nietzsche, les juifs, l'antisémitisme)』が同じく死の数か月前に出版されている。コフマンがニーチェ生誕150年の日に自ら命を絶ったのは「おそらく偶然ではない」とされる。

## 研究
高校教員として1960年からトゥールーズ高校、1963年からパリのクロード・モネ高校で教えた後、パリ第一パンテオン・ソルボンヌ大学に着任し、教鞭を執る傍ら、ジャン・イポリットの指導の下、ニーチェとフロイトに関する博士論文を執筆。さらに、ジル・ドゥルーズに師事してニーチェ研究を続け、1969年から70年にかけては、高等師範学校でジャック・デリダに師事した。
さらにジャック・デリダ、ジャン＝リュック・ナンシーらを中心とした哲学グループ « La philosophie en effet » に参加し、ガリレ出版社の同名のコレクションとして多数の著書を発表した（以下「著書」参照）。

## フェミニズム批評・脱構築
ケイト・ミレットの『性の政治学』に代表されるフェミニズム批評は、女性の視点から文学・哲学テクストの普遍性・中立性に対する信仰を打ち破り、その偏向性を明らかにする作業であり、主に男性著作家の女性嫌悪（ミソジニー）に対する批判と、ガイノクリティックス（女性著作家のテクストの再読作業）に分けられる。コフマンは、伝統哲学に対するフェミニズム批評により、古今の男性大哲学者（ニーチェ、フロイト、ソクラテス、プラトン、オーギュスト・コント、イマヌエル・カント、ジャン＝ジャック・ルソーなど）のテクストを脱構築的に読み解き、一見客観的な哲学体系におけるきわめて主観的な要素、特に女性に対する彼らの偏見や固定観念を明らかにした。たとえば、『女の謎』においてフロイトの「ペニス羨望」説に反駁し、フロイトが自己強迫観念の精神異常と同性愛的対象選択の「病理」を指し示すのに用いたナルシス神話（ナルシシズム）の言説は、彼自身のナルシシズムを反映していると論じた。さらに、こうした読みに基づき、「叡知的なもの / 感性的なものという形而上学的価値の階層的二項対立に由来する男性的なもの / 女性的なものという二項対立の脱構築を試みた」。

## 著書 (解説)

### 主著
- L'Enfance de l'art. Une interprétation de l'esthétique freudienne, Paris, Payot, « Bibliothèque scientifique », 1970, 1975 (再版), Galilée, 1985.

『芸術の幼年期 ― フロイト美学の一解釈』(赤羽研三訳, 水声社, 1994)
- Nietzsche et la métaphore, Paris, Payot, « Bibliothèque scientifique », 1972, Galilée, « Débats », 1983, 1985 (新版増補版)

『ニーチェとメタファー』(宇田川博訳, 朝日出版社, 1986)
- Camera obscura. De l'idéologie (カメラ・オブスクラ ― そのイデオロギーについて), Paris, Galilée, « La Philosophie en effet », 1973. 補遺：ウィレム・スフラーフェサンデ（英語版）著「カメラ・オブスクラの使い方」.
- Quatre romans analytiques (4冊の分析的小説), Paris, Galilée, « La Philosophie en effet », 1974 --- フロイトによるエンペドクレスの詩、フリードリヒ・ヘッベルの『ユーディット』、ヴィルヘルム・イェンゼン（ドイツ語版）の『グラディーヴァ』、E.T.A.ホフマンの『砂男』の読みの脱構築[11]。
- Autobiogriffures (オトビオグリフュール), Paris, Christian Bourgois, 1976, Autobiogriffures du « Chat Murr » d'Hoffmann (E.T.A.ホフマンの『牡猫ムル』のオトビオグリフュール) として新版増補版（オトビオグリフュールは “autobiographie (自伝)”、”Griffure (引っかき傷)”, “greffe (移植)”, “biffure (削除)” などの含意のある造語）[12]、Galilée, 1984.
- Aberrations. Le devenir-femme d'Auguste Comte (常軌の逸脱 ― オーギュスト・コントの女になること), Paris, Aubier/Flammarion, « La Philosophie en effet », 1978.
- Nerval: le charme de la répétition. Lecture de « Sylvie » (ネルヴァル: 反復の魅力 ― 『シルヴィ』を読む), Lausanne-Paris, l'Âge d'homme, « Cistre essais », 1979.
- Nietzsche et la scène philosophique (ニーチェと哲学界), Paris, Union générale d'éditions, « 10/18 », 1979, Galilée, « Débats », 1986 (新版増補版).
- L'Énigme de la femme : la femme dans les textes de Freud, Paris, Galilée, 1980, 1983 (新版増補版), Paris, Librairie générale française, 1994.

『女の謎 ― フロイトの女性論』(鈴木晶訳, せりか書房, 2000)
- Le Respect des femmes : Kant et Rousseau (女の尊敬 ― カントとルソー), Paris, Galilée, « Débats », 1982.
- Comment s'en sortir ? (いかにして切り抜けるか), Paris, Galilée, « Débats », 1983.
- Un Métier impossible. Lecture de « Constructions en analyse » (不可能な仕事 ― 『分析における構築』を読む), Paris, Galilée, « Débats », 1983. (フロイト研究)
- Lectures de Derrida (デリダの読み), Paris, Galilée, « Débats », 1984.
- La Mélancolie de l'art (芸術の憂鬱), Paris, Galilée, « Débats », 1985

- Pourquoi rit-on ? : Freud et le mot d'esprit, Paris, Galilée, « Débats », 1985. (ISBN 2-7186-0297-X)

『人はなぜ笑うのか? ― フロイトと機知』(港道隆, 中村典子, 神山すみ江訳, 人文書院, 1998)
- Paroles suffoquées, Paris, Galilée, « Débats », 1986.

『窒息した言葉』(大西雅一郎訳, 未知谷, 1995)
アウシュヴィッツで死んだ父、そしてユダヤ人として死んだ同胞数百万に捧げる書であり、モーリス・ブランショおよびレジスタンスとして収容所に送られたロベール・アンテルムに関する研究。
- Conversions. « Le Marchand de Venise » sous le signe de Saturne (会話 ― サトゥルヌス（土星、憂鬱）の影響を受けた『ベニスの商人』), Paris, Galilée, « Débats » 1987.
- Socrate(s) (ソクラテス（たち）), Paris, Galilée, « La philosophie en effet », 1989.
- Séductions. De Sartre à Héraclite (誘惑 ― サルトルからヘラクレイトスまで), Paris, Galilée, « La philosophie en effet », 1990.
- Don Juan ou le Refus de la dette (ドン・ジュアンまたは負債拒否), Paris, Galilée, « Débats », 1991 (ジャン＝イヴ・マッソン（フランス語版）との共著)
- « Il n'y a que le premier pas qui coûte » : Freud et la speculation (「最初の一歩が一番難しい」― フロイトと思弁), Paris, Galilée, « Débats », 1991.
- Explosion I. De l'Ecce homo de Nietzsche (爆発I ― ニーチェの「この人を見よ」について), Paris, Galilée, « La philosophie en effet », 1992.
- Explosion II. Les enfants de Nietzsche (爆発II ― ニーチェの子供たち), Paris, Galilée, « La philosophie en effet », 1993.
- Le mépris des juifs. Nietzsche, les juifs, l'antisémitisme (ユダヤ人の軽蔑 ― ニーチェ、ユダヤ人、反ユダヤ主義), Paris, Galilée, « La philosophie en effet », 1994.
- Rue Ordener, rue Labat, Paris, Galilée, 1994, 2005 (新版)

『オルドネル通り、ラバ通り』(庄田常勝訳, 未知谷, 2001) --- 自伝小説
1995年、本書に基づくドキュメンタリー映画『オルドネル通り、ラバ通り ― 死後の出会い (Rue Ordener, rue Labat. Rencontre posthume)』(監督: Shiri Tsur; 配給: La Fémis) が制作された。
- L'Imposture de la beauté et autres textes (美の詐欺、その他のテクスト), Paris, Galilée, « La philosophie en effet », 1995. (没後出版; オスカー・ワイルド著『ドリアン・グレイの肖像』の研究である表題作のほか、1980年代に発表された論文を掲載).

### 共著
- Les fins de l'homme. Autour du travail de Jacques Derrida (人間の終焉 ― ジャック・デリダの仕事を巡って), Paris, Galilée, 1981 (サラ・コフマン、シルヴィアンヌ・アガサンスキー（フランス語版）、ジャン＝リュック・ナンシー、リュック・フェリー、ロドルフ・ガシェ、ヴェルナー・ハーマッハー、ドゥニ・オリエ（フランス語版）、リュス・イリガライ、ドゥニ・カンブシュネ（フランス語版）、フィリップ・ラクー＝ラバルト、ロジェ・ラポルト（フランス語版）、ジャン＝フランソワ・リオタール、ルイ・マラン、アラン・ルノー（フランス語版）、ジャン＝ミシェル・レイ（フランス語版）、ミケル・ボルク＝ヤコブセン（フランス語版）)

### サラ・コフマンのテクストを含む追悼文集
- Les cahiers du Grif (レ・カイエ・ドュ・グリフ)「サラ・コフマン」特集号, 1997.

『サラ・コフマン讃』(未知谷, 2005)
なお、この追悼号のデリダの論文について、オリビエ・アムール＝マヤールの論文の邦訳「『サラのparti』あるいは追悼の余白に読むことができるもの（サラ・コフマンを読むデリダ）」がある。

### その他の邦訳
- 「女の問題、哲学者の袋小路」芝崎和美訳 - 棚沢直子編『女たちのフランス思想』(勁草書房, 1998) 所収

原文: La question des femmes : une impasse pour les philosophes (Les cahiers du Grif 第46号 (1992) 所収).